# 拉尔布雷勒
拉尔布雷勒（法語：L'Arbresle，法語發音：[laʁbʁɛl]）是法国罗讷省的一个市镇，属于索恩河畔自由城区。

## 地理
拉尔布雷勒（45°50'8"N, 4°37'1"E）面积3.36 平方千米，位于法国奥弗涅-罗讷-阿尔卑斯大区罗讷省，该省份为法国中东部省份，北起顺时针与索恩-卢瓦尔省、安省、里昂大都会、伊泽尔省和卢瓦尔省接壤。
与拉尔布雷勒接壤的市镇（或旧市镇、城区）包括：圣日耳曼-尼埃勒、桑贝勒、萨维尼、比利、埃沃。

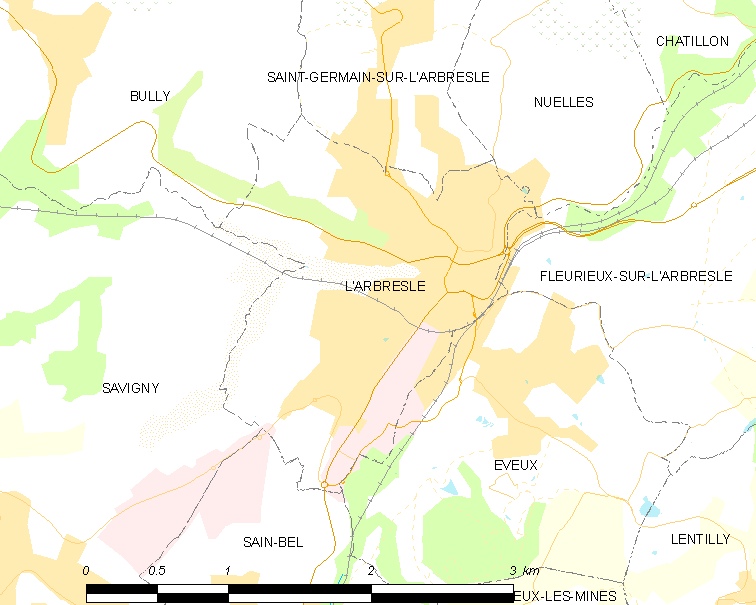
拉尔布雷勒的OSM定位图

拉尔布雷勒的时区为UTC+01:00、UTC+02:00（夏令时）。

## 行政
拉尔布雷勒的邮政编码为69210，INSEE市镇编码为69010。

## 政治
拉尔布雷勒所属的省级选区为拉尔布雷勒县。

## 人口

1962-2008年间拉尔布雷勒人口变化图示

拉尔布雷勒于2022年1月1日时的人口数量为6469人。